# Alsophis antiguae
Alsophis antiguae là một loài rắn trong họ Rắn nước. Loài này được Parker mô tả khoa học đầu tiên năm 1933.

## Hình ảnh

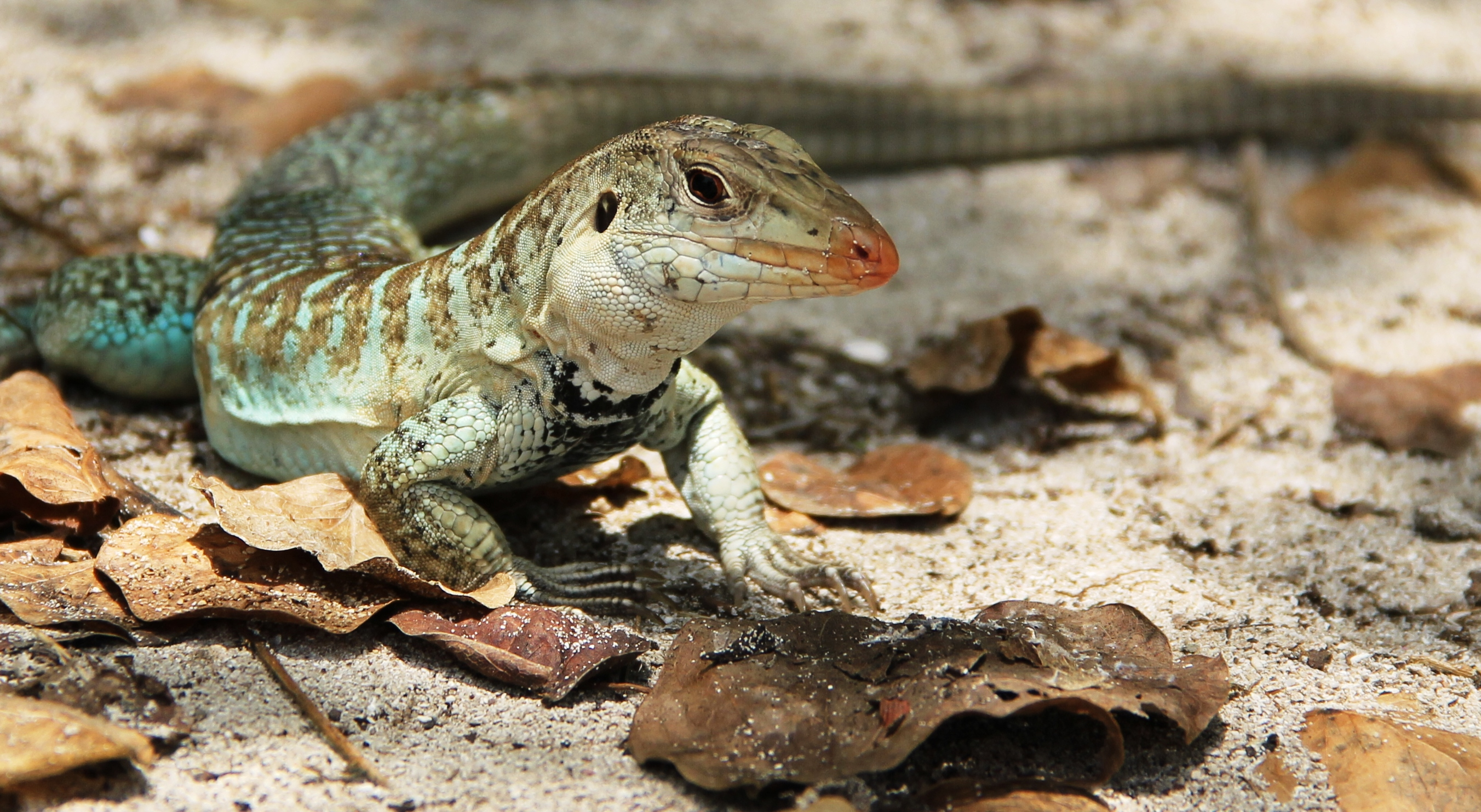